# Јуниверсити (округ Оранџ, Флорида)
Јуниверсити (енгл. University, Orange County) насељено је место без административног статуса у америчкој савезној држави Флорида.

## Демографија
По попису из 2010. године број становника је 31.084.
| Група             | 2000.    | 2010.          |
| Белци             | 0 (0,0%) | 18.759 (60,3%) |
| Афроамериканци    | 0 (0,0%) | 3.770 (12,1%)  |
| Азијати           | 0 (0,0%) | 1.721 (5,5%)   |
| Хиспаноамериканци | 0 (0,0%) | 6.527 (21,0%)  |
| Укупно            | 0        | 31.084         |